# ヘレン・メリル・イン・トウキョウ
『ヘレン・メリル・イン・トウキョウ』(Helen Merrill In Tokyo) は、アメリカ合衆国の女性ジャズ・シンガーであるヘレン・メリルが、日本人の伴奏者により東京で録音したスタジオ・アルバム。1963年1月25日に2度目の来日をしたメリルは、2月10日にNHKの音楽番組『こよい歌えば』に出演するなどした後、2月12日、13日にこのアルバムの録音セッションに臨んだ。伴奏は、ピアニストに前田憲男が在籍していた猪俣猛とウエストランダーズがつとめ、ゲストとして稲垣次郎が追加されてリード楽器が補強された。

## リリースとリイシュー
オリジナル盤のLPは、キングレコードから1963年にリリースされた (SKJ 5)。
その後、1978年には、アルバム名の日本語表記を『ヘレン・メリル・イン・トーキョー』と改め、キングレコード参加のジャズ専門レーベル「パドル・ホイール」から、ジャケットデザインと一部の曲順を変えた形で、すなわちB面の最後に置かれていた「ユード・ビー・ソー・ナイス・トゥー・カム・ホーム・トゥー」をB面の冒頭に移す形で、LPがリイシューされた (K23P-6222)。後に「パドル・ホイール」からCDがリリースされた際にも、この曲順が維持された。
「パドル・ホイール」レーベルが休止した後、キングレコードから出されたリイシューは、1995年のLP、2012年以降のCDともオリジナル盤LPに準じたアルバム名の表記、曲順に復している。

## トラックリスト
LPでは、A面に5曲、B面に5曲が収録されていた。
曲順は、オリジナルLPに準じた、後年のCDによる。「パドル・ホイール」レーベルのものは一部曲順が異なる。
| #   | タイトル                                                                                        | 作詞・作曲                                                                          | 時間 |
| --- | ----------------------------------------------------------------------------------------------- | ----------------------------------------------------------------------------------- | ---- |
| 1.  | 「いつかは王子様が / Someday My Prince Will Come To Me」                                        | フランク・チャーチル、ラリー・モリー                                                | 3:25 |
| 2.  | 「イット・ネヴァー・エンタ－ド・マイ・マインド / It Never Entered My Mind」                     | リチャード・ロジャース、ロレンツ・ハート                                            | 3:29 |
| 3.  | 「魅惑された / Bewitched」                                                                      | リチャード・ロジャース、ロレンツ・ハート                                            | 2:59 |
| 4.  | 「ユー・ドゥー・サムシング・トゥー・ミー / You Do Something To Me」                             | コール・ポーター                                                                    | 2:52 |
| 5.  | 「ティーチ・ミー・トゥナイト / Teach Me Tonight」                                               | ジーン・デ・ポール、サミー・カーン                                                  | 2:50 |
| 6.  | 「アイム・フール・トゥー・ウオント・ユー / I'm Fool To Want You」                               | フランク・シナトラ、ジャック・ウルフ (Jack Wolf)、ジョエル・ヘロン (Joel Herron)    | 4:05 |
| 7.  | 「マイ・フェイヴァリット・シングス / My Favorite Things」                                       | リチャード・ロジャース、オスカー・ハマースタイン2世                                 | 1:57 |
| 8.  | 「グット・モーニング・ハートエーク / Good Morning Heartaches」                                  | ダニー・フィッシャー (Danny Fisher)、アーヴィン・ドレイク、アイリーン・ヒギンボサム | 4:07 |
| 9.  | 「アイ・フィール・プリティ / I Feel Pretty」                                                    | レナード・バーンスタイン、スティーヴン・ソンドハイム                                | 2:58 |
| 10. | 「ユード・ビー・ソー・ナイス・トゥー・カム・ホーム・トゥー / You'd Be So Nice To Come Home To」 | コール・ポーター                                                                    | 3:13 |

## パーソネル
- ヘレン・メリル - ボーカル
- 猪俣猛とウエストランダーズ
  - 猪俣猛 - ドラムス
  - 鈴木重夫 - アルト・サックス、クラリネット
  - 原田忠幸 - バリトン・サックス、バス・クラリネット
  - 仲野彰 - トランペット
  - 滝本逹朗 - ベース
  - 前田憲男 - ピアノ、チェレスタ
  - 村上寛 -  ドラムス
- 稲垣次郎 - テナー・サックス、フルート